# کارن ماگنوسن
کارن ماگنوسن (انگلیسی: Karen Magnussen؛ زادهٔ ۸ آوریل ۱۹۵۲) از برندگان مدال‌های بازی‌های المپیک زمستانی و اسکیت‌باز نمایشی اهل کانادا است.